# Кроноцкая (река)
Кроноцкая — река в России, находится на Камчатке в Елизовском районе Камчатского края. Впадает в Кроноцкий залив Тихого океана. Длина — 40 км, площадь бассейна 2980 км². Средний расход воды — 63,6 м³/с.

## Гидроним
Название реки является русской адаптацией староительменского Крод-кыг — «лиственничная река».

## География
Длина реки — 40 км, площадь бассейна — 2980 км². Берёт начало из озера Кроноцкого на высоте 373,7 м над уровнем моря.

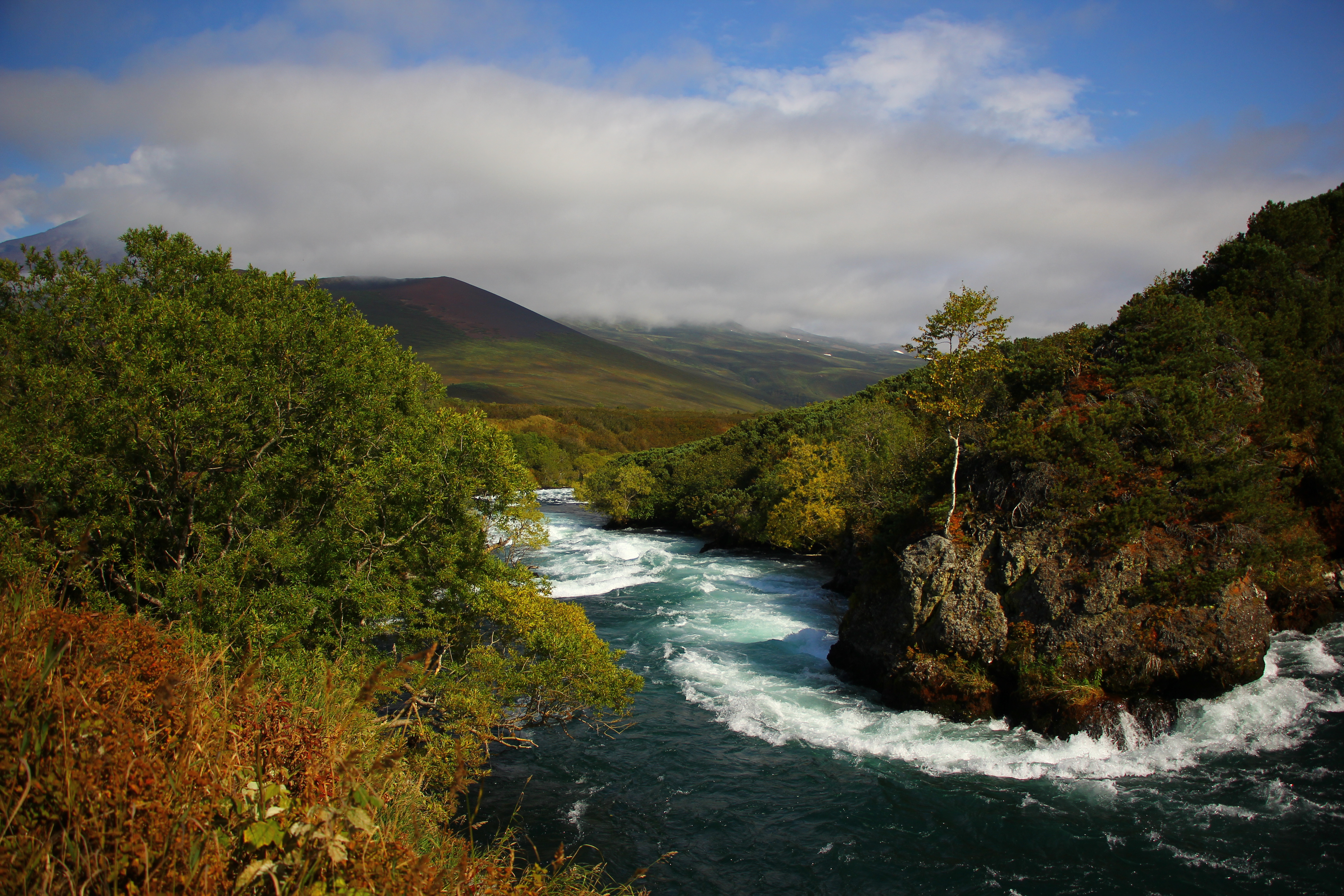
Пороги Кроноцкой

Течение реки быстрое, река несудоходная.
Река образуется путём слияния рек Узона, Унана, Лиственничной, и множественных ручьёв, которые сначала попадают в Кроноцкое озеро, а затем, вытекая единым водотоком, образуют реку Кроноцкую. В верховьях обилие порогов, скорость течения составляет 2 м/с, ниже она принимает множество притоков, как справа, так и слева по течению. В низовьях образуются многочисленные старицы и острова (крупнейший — Чайка), устье находится в окружении сильно заболоченной местности. Перед впадением в Кроноцкий залив течет вдоль берега.
Один из крупных притоков — река Лебяжья (впадает в Кроноцкую на 8 км от устья), остальные притоки названий не имеют.

## Ихтиофауна
Река почти безрыбна до массового хода лососёвых рыб на нерест. Здесь нерестятся горбуша, кета, нерка, кижуч, кунджа, мальма.

## Охранный статус
Река Кроноцкая протекает по территории Кроноцкого государственного природного биосферного заповедника, который согласно классификации Международного союза охраны природы имеет категорию ООПТ: строгий природный резерват.

## Хозяйственное использование
Планируется постройка каскад ГЭС, общей мощностью 300 МВт и выработкой 1,1 млрд кВт⋅ч:
- Верхнекроноцкая ГЭС, мощностью 210 МВт и среднегодовой выработкой 720 млн кВт⋅ч[11];
- Нижнекроноцкая ГЭС, мощностью 90 МВт и среднегодовой выработкой 380 млн кВт⋅ч.[5]